# Jaroszów (Żarki)
Jaroszów ist ein Ort in der Stadt und Landgemeinde Żarki im Powiat Myszkowski der Woiwodschaft Schlesien in Polen. 

## Geschichte
Żarki existiert mindestens seit dem 15. Jahrhundert. Erstmals erwähnt als Jaroszow (1428), Jarossowa (1430), Jarossin (1433), Jaroschowa (1446), 1450 (Jaroschowca), 1454 (Jaroschowycze), 1465 (Yaroschow).
Die Ortschaft war ein Adelsdorf und gehörte in den Jahren 1428–1443 Mikołaj Kornicz Siestrzeniec aus Jaroszów vom Wappen Kornicz, dem Burggrafen der Pacht und der Burg Będzin, der auch Eigentümer von Przewodziszowice, Zawada in der Pfarrei Leśniów sowie der Pachten von Leśniów und Mrozów war. Die Ortschaft wurde in zahlreichen mittelalterlichen Gerichts- und Steuerdokumenten erwähnt. Im Jahr 1441 verpfändete Mikołaj das Dorf zusammen mit Zawada, Przewodziszowice, Mrozów und Leśniów für 220 Grzywna an seinen Schwiegersohn Andrzej Kreza aus Zawada. Im Jahr 1444 beglichen die Söhne von Mikołaj – Jan Siestrzeniec und Stanisław Siestrzeniec vom Wappen Kornicz – die Schulden gegenüber Kreza.
Nach den Teilungen Polens befand sich die Ortschaft im russischen Teilungsgebiet und lag im Kongresspolen. Im Geographischen Lexikon des Königreiches Polen aus dem 19. Jahrhundert wird sie als Dorf und Gutshof genannt, das zum Besitz von Żarki im Powiat Będziński in der Gemeinde und Pfarrei Żarki gehörte. Im Jahr 1827 gab es in der Ortschaft 16 Häuser, die von 85 Einwohnern bewohnt wurden. Im Jahr 1882 stieg die Zahl der Häuser auf 28 und die der Einwohner auf 197. Das Dorf umfasste insgesamt 369 Morgen Fläche, die den Bauern gehörte, während der Gutshof 986 Morgen umfasste, darunter 361 Ackerland.
In den Jahren 1975–1998 gehörte die Stadt administrativ zur Woiwodschaft Częstochowa. In den Jahren 1998–2003 wurde in Jaroszów eine Filialkirche gebaut. Vor dem Ersten Weltkrieg gab es in Jaroszów einen Steinbruch.